# Агрогородок (городской округ Истра)
Агрогородок — посёлок сельского типа в городе областного подчинения Истра с административной территорией Московской области России. С точки зрения местного самоуправления входит в городской округ Истра. Население — 1665 чел. (2010)

## География
Расположено на левом берегу реки Даренка, примерно в 5 км на восток от Истры, высота над уровнем моря 191 м. На южной окраине посёлка находится железнодорожная станция Манихино-2 Большого кольца МЖД (БМО). С севера к Агрогородку примыкает деревня Ивановское, далее в полукилометре — Алексино, в 1 км на запад — село Дарна.
В посёлке 1 улица — Манихинская, зарегистрировано 2 садовых товарищества.

## История
Был построен в конце 1960-х годов, как центральная усадьба совхоза «Победа». 
В 1994—2006 годах — центр Ермолинского сельского округа Истринского района. 
29 января 2004 года в состав Агрогородка был включён посёлок станции Манихино-2.
С 2006 по 2017 годы находился в Ермолинском сельском поселении Истринского района.
В 2017 году произошла муниципальная и административно-территориальная реформа, с упразднением Ермолинского сельского поселения и Истринского района. 10 марта законом № 21/2017-ОЗ Истринский муниципальный район было преобразован в муниципальное образование  городской округ Истра  с упразднением всех ранее входивших в него поселений; 8 июля административно-территориальная единица Истринский район преобразована в город областного подчинения Истра с административной территорией.

## Население
| 2002 | 2006  | 2010  |
| ---- | ----- | ----- |
| 1664 | ↘1596 | ↗1665 |

## Инфраструктура
Работает средняя школа, детский сад № 27, дом культуры. Есть отделение Сбербанка и почтовое отделение «Алексино».

## Транспорт
Деревня доступна автотранспортом. С Истрой связан автобусным сообщением (автобус № 39).